# Aimons-nous vivants (film)
Pour plus de détails, voir Fiche technique et Distribution.
Aimons-nous vivants est une comédie romantique française réalisée par Jean-Pierre Améris et sortie en 2025,.

## Synopsis
À 70 ans, Antoine Toussaint, célèbre chanteur français, sait qu’il ne sera plus capable de remonter sur scène et décide d’avoir recours au suicide assisté en Suisse. Dans le TGV qui l’emmène à Genève, il rencontre Victoire, une quinquagénaire délurée, sortie de prison pour un week-end, le temps de marier sa fille.

## Fiche technique
Sauf indication contraire, les informations mentionnées dans cette section peuvent être confirmées par les bases de données cinématographiques IMDb et Allociné,  présentes dans la section « Liens externes ».
- Titre original : Aimons-nous vivants
- Réalisation : Jean-Pierre Améris
- Scénario : Jean-Pierre Améris et Marion Michau
- Musique : Stéphane Moucha
- Décors : Audric Kaloustian
- Costumes : Judith de Luze
- Photographie : Pierre Milon
- Son : Laurent Lafran, Lucile Demarquet, Sébastien Noiré et Matthieu Tertois
- Montage : Christine Lucas Navarro
- Production : Sophie Révil et Denis Carot
- Société de production : Escazal Films et Auvergne-Rhône-Alpes Cinéma
- Société de distribution : ARP Sélection
- Budget : 6,1 millions d'euros
- Pays de production :  France
- Langue originale : français
- Format : couleur — 2,39:1 — son 5.1
- Genre : Comédie romantique
- Durée : 90 minutes
- Dates de sortie :
  - France : 16 avril 2025

## Distribution
- Gérard Darmon : Antoine Toussaint
- Valérie Lemercier : Victoire
- Patrick Timsit : Claude, le manager d'Antoine
- Alice de Lencquesaing : Constance, la fille de Victoire
- Éric Viellard : l'ex-mari de Victoire
- Antoine Mathieu : Yves-Marie, de l'association pour l'aide à mourir
- Jean-Pierre Gos : le barman du Grand Hôtel, à Genève
- Nicole Dubois : Mariette, la secrétaire de Claude
- Sophie Mounicot : Catherine, la belle-mère de Constance
- François Berland : Laurent, le beau-père de Constance
- Tobias Nuytten : un serveur du Grand Hôtel
- Isabelle Menke : la réceptionniste du Motel Azur
- Aurélien Cavagna : Baptiste, le mari de Constance